# 教權主義

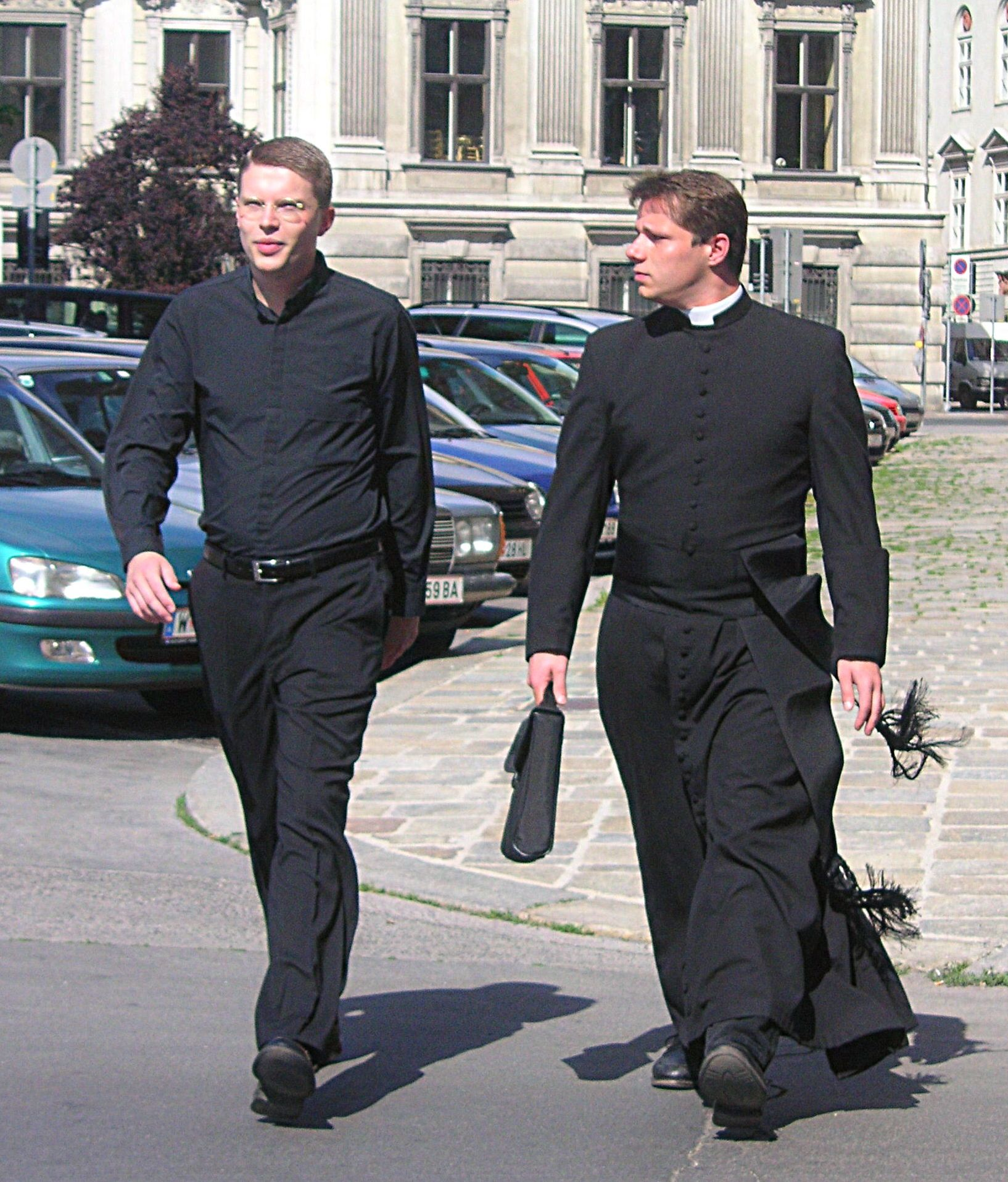
奧地利維也納的兩名牧師

教權主義（英語：Clericalism），也稱聖職者主義，指的是正式的、以教會為基礎的神職人員的意見在教會或更廣泛的政治和社會文化方面具有指導和應用作用的現象。教權主義是一種社會現象，在這種社會現像中，精英們對宗教機構的成員和結構行使統治權。作為組織發展的產物，教權主義建立了官員和成員之間的社會區別，將前者構建為上級，將後者構建為下級。 在天主教之外，教權主義被用來表示一些基督教教派中被任命的神職人員和非專業領袖之間的分歧。在前面提到的這個詞的使用中，重要的是要區分信仰政教分離——這並不真正涉及教權主義——和認為教會領導不應該是一個內部和隱秘的機構來回答問題的信仰之間的區別。只對自己或這樣的領袖不應該在超出其教會內部關注的問題上充當強大的力量。近年來，關於天主教會性侵醜聞的大量辯論引發了對主教和其他領導人掩蓋其領導下的神職人員的不當行為的教權主義指控。在這個詞的這個應用中，教權主義已經開始意味著被任命的教會領袖——這些領袖有一個專屬於他們自己的社會——和平信徒之間的分歧。